# Plotníkovo (Perm)
|  | Per a altres significats, vegeu «Plotníkovo». |

Plotníkovo (en rus: Плотниково) és un poble del krai de Perm, a Rússia, que en el cens del 2010 tenia 137 habitants.